# Stereo R Colombia
Stereo R Colombia es una emisora virtual juvenil que transmite su señal desde el municipio de Río Viejo, Bolívar y pertenece desde el año 2016 al Grupo de Medios de Comunicación Juvenil o Grupo MCJ, por sus siglas. 
Fue fundada el 1 de octubre del año 2013 por el comunicador social y periodista Mauricio B Nieto como un proyecto para su escuela de secundaria en ese municipio.

## Historia
La emisora fue creada en Río Viejo, Bolívar, Colombia, el 1 de octubre de 2013, inicialmente como un tipo de proyecto de sistemas en la Institución Educativa de ese municipio. 
Sus primeras funciones eran recopilación de noticias de interés local, actualización de nuevos vídeos musicales, descubrir nuevos artistas, noticias locales y regionales de tipo cultural, deportivo y entretenimiento.
Contó desde el 18 de diciembre de 2013 con una página blog donde se publicaban sus noticias, eventos y demás actividades. 
El 2 de enero de 2014 con la creación de su fanspage comenzó a conocerse en todo el mundo.

## Transmisiones
El 5 de agosto de 2014 se realiza la primera transmisión en vivo gracias a la activación de su plataforma transmisora en Radionomy la cual alcanzó oyentes en 31 países, convirtiéndose en la emisora virtual más importante del sur del departamento de Bolívar.

## Crecimiento
El 2015 fue un año de grandes avances.
El 23 de febrero Stereo R Colombia llega a la ciudad de Ocaña con la señal de una nueva emisora virtual llamada Stereo R Tropical, la cual se enfocaba en géneros como la salsa, merengue, cumbia y vallenato.
En abril de ese año, la emisora llega a la segunda ciudad más importante del departamento de Cesar, Aguachica, esta vez con el nombre de Stereo R Pop. 
Luego, el 10 de julio hace su aparición en la ciudad de Cali, ahora como Stereo R Anglo. Sólo con música en inglés y RnB, siendo la primera emisora juvenil al sur del país con programación de este tipo. 
En septiembre 5, llega a Barrancabermeja, Stereo R Urbana, convirtiéndose en la única emisora en su género de la región. Antes la emisora más importante en este tipo de música era Rumba, pero luego del cambio por parte de su cadena filial RCN se convirtió en el año 2015 en Crossover, dejando así a Stereo R Urbana como la única emisora con esa programación en la ciudad, hasta el año 2016, cuando todas las emisoras  desaparecieron, unificándo su señal con la básica de Stereo R Colombia y agregando a Bogotá como una nueva ciudad con cobertura de esta emisora juvenil. 
En la actualidad se pueden escuchar las emisoras por género en su página web, pero la señal principal continúa siendo la señal nacional, emitida desde el municipio sureño de Río Viejo Bolívar. 

## Grupo MCJ
El Grupo de Medios de Comunicación Juvenil, conocido comúnmente como Grupo MCJ, nació con el nombre de Sistema de Radios Juveniles de Colombia o SRC, por sus siglas, cuando Stereo R Colombia empieza su crecimiento por todo el país. Aparte de conglomerar medios de comunicación, el Grupo MCJ ofrece otros servicios a pequeñas empresas y emprendimentos. Entre esos servicios se encuentra: Marketing y publicidad, Servicios de streaming, Diseño y dominio de páginas web, Grabación y edición de spot para radio, entre otros.  
Para el año 2022, el conglomerado de medios contaba con la afiliación de 15 empresas en Colombia, Argentina y México; entre emisoras de radio, canales de televisión, prensa y firmas de otras ramas empresariales.

### Emisoras[5]
1. Te Amo FM - Ocaña, Norte de Santander
2. Radio UUf - Medellín, Antioquia
3. Tu Música FM - Río Viejo, Bolívar
4. Kalamary Stereo - Río Viejo, Bolívar
5. Planet Radio - Bogotá, DC.
6. Wow FM - San José del Guaviare
7. Las Principales - Bogotá, DC.
8. SRC Stereo - Cartagena, Bolívar
9. Stereo R Colombia - Río Viejo, Bolívar
10. GJ Radio - El Banco, Magdalena

### Prensa
1. Agencia HOY Colombia - Río Viejo, Bolívar
2. Zumaju Prensa - San Miguel de Tucumán, Argentina

### Televisión
1. Rtv Colombia - Río Viejo, Bolívar

### Otras empresas[6]
1. Piscicola Río - Río Viejo, Bolívar
2. Old River Tutismo - Río Viejo, Bolívar
3. Info Río Viejo Turismo - Río Viejo, Bolívar[7]